# East Granby
East Granby – miasto w Stanach Zjednoczonych, w stanie Connecticut, w hrabstwie Hartford.